# Jakob Spittank
Jakob Spittank (obersorbisch Jakub Špitank; * 29. Februar 1868 in Siebitz; † 7. April 1937 ebenda) war ein sorbischer Bürgermeister von Siebitz und Abgeordneter des Sächsischen Landtags.

## Leben
Der Sohn eines Bauern besuchte die Landwirtschaftsschule in Bautzen. Danach war er als Landwirtschaftshelfer von 1900 bis zu seinem Tod als Landwirt in seinem Geburtsort tätig.
Der Gutsbesitzer und Politiker Michael Kockel war sein Schwiegervater.

## Politische Tätigkeit
Von 1905 bis 1933 war Spittank Bürgermeister von Siebitz. Am 12. Mai 1929 wurde er für das Sächsische Landvolk zum Abgeordneten des Sächsischen Landtages gewählt. Auch bei der Landtagswahl am 22. Juni 1930 erhielt er wieder ein Mandat. Im Januar 1931 legte er nach massiven Angriffen der NSDAP und fehlender Unterstützung durch seine eigene Fraktion sein Mandat nieder.